# Жорж Лейг
Жорж Лейг (фр. Georges Leygues; 26 жовтня 1857, Вільнев-сюр-Ло, департамент Ло і Гаронна, Франція — 2 вересня 1933, Париж, Франція) — французький політичний діяч Третьої Республіки.
Жорж Лейг народився у Вільнев-сюр-Ло (Аквітанія, Франція).
Міністр суспільного розвитку і мистецтв Франції з 30 травня 1894 по 26 січня 1895 і з 1 листопада 1898 по 7 червня 1902.
Міністр внутрішніх справ Франції з 26 січня по 1 листопада 1895 і з 13 грудня 1930 по 27 січня 1931 року.
Міністр колоній Франції з 14 березня по 25 жовтня 1906 року.
Морський міністр Франції з 16 листопада 1917 по 20 січня 1920 року, з 28 листопада 1925 по 19 липня 1926 року, з 23 липня 1926 по 21 лютого 1930 року і з 3 червня 1932 по 2 вересня 1933 року.
В період перебування на посту морського міністра працював з керівником штабу військового-морського флоту Франції адміралом Анрі Салон в невдалих спробах отримати військово-морський пріоритет переозброєння для фінансування урядом по армійському переозброєнню типу лінії Мажино.
Прем'єр-міністр Франції та міністр закордонних справ Франції з 24 вересня 1920 по 16 січня 1921 року.